# Calyptranthes melanoclada
Calyptranthes melanoclada är en myrtenväxtart som beskrevs av Otto Karl Berg. Calyptranthes melanoclada ingår i släktet Calyptranthes och familjen myrtenväxter. Inga underarter finns listade i Catalogue of Life.